# Blepharistemma membranifolium
Blepharistemma membranifolium är en tvåhjärtbladig växtart som först beskrevs av Friedrich Anton Wilhelm Miquel, och fick sitt nu gällande namn av Ding Hou. Blepharistemma membranifolium ingår i släktet Blepharistemma, och familjen Rhizophoraceae. Inga underarter finns listade i Catalogue of Life.